# Priapodes parvistriga
Priapodes parvistriga là một loài bướm đêm trong họ Geometridae.